# (6387) 1989 WC
A (6387) 1989 WC a Naprendszer kisbolygóövében található aszteroida. Ueda Szeidzsi és Kaneda Hirosi fedezte fel 1989. november 19-én.